# A Liverpool FC 2010–2011-es szezonja
Ez a szócikk a Liverpool FC 2010–2011-es szezonjáról szól, mely a 119. a csapat fennállása óta, zsinórban 48. az angol élvonalban. A szezon 2010. július 21-én kezdődött a svájci Grasshopper elleni barátságos mérkőzéssel, mely 0–0-val végződött. Az első tétmérkőzés a macedón Rabotnicski elleni győztes Európa-liga-találkozó volt július 29-én. A bajnokság az Arsenal elleni hazai 1–1-gyel kezdődött 2010. augusztus 15-én, utolsó mérkőzésük pedig az Aston Villa elleni 0–1-es vereség volt idegenben 2011. május 22-én.
A csapat a 6. helyen végzett az angol első osztályban, ezzel a következő szezonban nem indulhatnak az Európa-ligában sem. Harmincnyolc forduló alatt 58 pontot szereztek 17 győzelemmel, 7 döntetlennel és 14 vereséggel; gólkülönbségük 59 szerzett és 44 kapott góllal +15 lett.
Az FA-kupában a Manchester United ellen estek ki a vezetőedzőként visszatérő Kenny Dalglish első mérkőzésén, a Ligakupában pedig még korábban szintén rögtön, a harmadik körben estek ki a negyedosztályú Northampton Town ellen hosszabbítást és büntetőpárbajt követően.
A Liverpool az Európa-ligában két selejtezőkör után a csoportkörig jutott, ahonnan a K jelű négyes legjobbjaként jutott a legjobb 32 csapat közé. Az első sorsolt ellenfél a cseh Sparta Praha volt, akit 1–0-s összesítéssel győzték le. A későbbi döntős portugál Braga ellen idegenben 1–0-ra kikaptak, a visszavágó pedig gól nélküli döntetlennel zárult, így a Liverpool kiesett a nyolcaddöntőkben.

## Mezek
| Hazai mez | Hazai kapusmez |

| Idegenbeli mez | Idegenbeli kapusmez |

| Harmadik mez |

## Játékosok

### Felnőtt keret
| #             | Játékos              | Nemz.         | Poszt   | Születési dátum (életkor)      | Előző csapat          | Megjegyzés               |
| Kapusok       | Kapusok              | Kapusok       | Kapusok | Kapusok                        | Kapusok               | Kapusok                  |
| ------------- | -------------------- | ------------- | ------- | ------------------------------ | --------------------- | ------------------------ |
| 25            | José Manuel Reina    | Spanyolország | K       | 1982. augusztus 31. (42 éves)  | Villarreal            |                          |
| 41            | Martin Hansen        | Dánia         | K       | 1990. június 15. (34 éves)     | Brøndby               | Tartalékcsapat játékosa  |
| 42            | Gulácsi Péter        | Magyarország  | K       | 1990. május 6. (34 éves)       | MTK                   | Tartalékcsapat játékosa  |
| Védők         |                      |               |         |                                |                       |                          |
| 2             | Glen Johnson         | Anglia        | V       | 1984. augusztus 23. (40 éves)  | Portsmouth            |                          |
| 5             | Daniel Agger         | Dánia         | V       | 1984. december 12. (40 éves)   | Brøndby               |                          |
| 6             | Fábio Aurélio        | Brazília      | V       | 1979. február 15. (46 éves)    | ingyen                |                          |
| 16            | Szotíriosz Kirjákosz | Görögország   | V       | 1979. július 23. (45 éves)     | AÉK Athén             |                          |
| 22            | Danny Wilson         | Skócia        | V       | 1991. december 27. (33 éves)   | Rangers               | Tartalékcsapat játékosa  |
| 23            | Jamie Carragher      | Anglia        | V       | 1978. január 28. (47 éves)     | Liverpool FC Akadémia | Csapatkapitány-helyettes |
| 34            | Martin Kelly         | Anglia        | V       | 1990. április 27. (34 éves)    | Liverpool FC Akadémia | Tartalékcsapat játékosa  |
| 35            | Conor Coady          | Anglia        | V       | 1993. február 25. (32 éves)    | Liverpool FC Akadémia | Tartalékcsapat játékosa  |
| 36            | Steven Irwin         | Anglia        | V       | 1990. szeptember 29. (34 éves) | Liverpool FC Akadémia | Tartalékcsapat játékosa  |
| 37            | Martin Škrtel        | Szlovákia     | V       | 1984. december 15. (40 éves)   | Zenyit                |                          |
| 38            | Jon Flanagan         | Anglia        | V       | 1993. január 1. (32 éves)      | Liverpool FC Akadémia | Tartalékcsapat játékosa  |
| 47            | Andre Wisdom         | Anglia        | V       | 1993. május 9. (31 éves)       | Liverpool FC Akadémia | Tartalékcsapat játékosa  |
| 49            | Jack Robinson        | Anglia        | V       | 1993. szeptember 1. (31 éves)  | Liverpool FC Akadémia | Tartalékcsapat játékosa  |
| Középpályások |                      |               |         |                                |                       |                          |
| 4             | Raul Meireles        | Portugália    | KP      | 1983. március 17. (41 éves)    | Porto                 |                          |
| 8             | Steven Gerrard       | Anglia        | KP      | 1980. május 30. (44 éves)      | Liverpool FC Akadémia | Csapatakapitány          |
| 10            | Joe Cole             | Anglia        | KP      | 1981. november 8. (43 éves)    | Chelsea               |                          |
| 17            | Maxi Rodríguez       | Argentína     | KP      | 1981. január 2. (44 éves)      | Atlético Madrid       |                          |
| 18            | Dirk Kuijt           | Hollandia     | KP      | 1980. július 22. (44 éves)     | Feyenoord             |                          |
| 21            | Lucas Leiva          | Brazília      | KP      | 1987. január 9. (38 éves)      | Grêmio                |                          |
| 26            | Jay Spearing         | Anglia        | KP      | 1988. november 25. (36 éves)   | Liverpool FC Akadémia | Tartalékcsapat játékosa  |
| 28            | Christian Poulsen    | Dánia         | KP      | 1980. február 28. (45 éves)    | Juventus              |                          |
| 31            | Raheem Sterling      | Anglia        | KP      | 1994. december 8. (30 éves)    | Liverpool FC Akadémia | Tartalékcsapat játékosa  |
| 33            | Jonjo Shelvey        | Anglia        | KP      | 1992. február 27. (33 éves)    | Charlton Athletic     | Tartalékcsapat játékosa  |
| 45            | Thomas Ince          | Anglia        | KP      | 1992. január 30. (33 éves)     | Millwall              | Tartalékcsapat játékosa  |
| 48            | Gerardo Bruna        | Argentína     | KP      | 1991. január 29. (34 éves)     | Real Madrid           | Tartalékcsapat játékosa  |
| Csatárok      |                      |               |         |                                |                       |                          |
| 7             | Luis Alberto Suárez  | Uruguay       | CS      | 1987. január 24. (38 éves)     | Ajax                  |                          |
| 9             | Andy Carroll         | Anglia        | CS      | 1989. január 6. (36 éves)      | Newcastle United      |                          |
| 14            | Milan Jovanović      | Szerbia       | CS      | 1981. április 18. (43 éves)    | Standard Liège        |                          |
| 24            | David N'Gog          | Franciaország | CS      | 1989. április 1. (35 éves)     | Paris Saint-Germain   |                          |
| 30            | Suso                 | Spanyolország | CS      | 1993. november 19. (31 éves)   | Liverpool FC Akadémia | Tartalékcsapat játékosa  |

### Kölcsönben lévő játékosok
| #  | Poszt | Nemzetiség | Játékos              | Hova              | Mettől              | Meddig                   |
| -- | ----- | ---------- | -------------------- | ----------------- | ------------------- | ------------------------ |
| 27 | V     | svájci     | Philipp Degen        | Stuttgart         | 2010. augusztus 5.  | 2010–11-es szezon végéig |
| 4  | KP    | olasz      | Alberto Aquilani     | Juventus          | 2010. augusztus 21. | 2010–11-es szezon végéig |
| 3  | V     | argentin   | Emiliano Insúa       | Galatasaray       | 2010. augusztus 31. | 2010–11-es szezon végéig |
| 31 | CS    | marokkói   | Nabil ez-Zahr        | PAÓK              | 2010. augusztus 31. | 2010–11-es szezon végéig |
| 39 | CS    | angol      | Nathan Eccleston     | Charlton Athletic | 2011. január 13.    | 2010–11-es szezon végéig |
| 32 | V     | angol      | Stephen Darby        | Notts County      | 2011. január 21.    | 2010–11-es szezon végéig |
| 3  | V     | angol      | Paul Konchesky       | Nottingham Forest | 2011. január 31.    | 2011. május 3.           |
| 40 | V     | spanyol    | Daniel Sánchez Ayala | Derby County      | 2011. február 11.   | 2010–11-es szezon végéig |
| 46 | CS    | angol      | David Amoo           | Hull City         | 2011. február 28.   | 2010–11-es szezon végéig |
| 1  | K     | ausztrál   | Brad Jones           | Derby County      | 2011. március 24.   | 2011. május 7.           |
| 12 | CS    | spanyol    | Daniel Pacheco       | Norwich City      | 2011. március 25.   | 2011. május 31.          |

### Tartalékcsapat
A feltüntetett mezszámok a felnőtt keretben szereplő játékosok mezszámai. Az ifjúsági és a tartalékmérkőzéseken a mezek számozása 1-től 11-ig van.
2011. február 12. alapján:
| No. |               | Poszt | Játékos              |
| --- | ------------- | ----- | -------------------- |
| 12  | Spanyolország | CS    | Daniel Pacheco       |
| 22  | Skócia        | V     | Danny Wilson         |
| 26  | Anglia        | KP    | Jay Spearing         |
| 30  | Spanyolország | CS    | Suso                 |
| 31  | Anglia        | KP    | Raheem Sterling      |
| 32  | Anglia        | V     | Stephen Darby        |
| 33  | Anglia        | KP    | Jonjo Shelvey        |
| 34  | Anglia        | V     | Martin Kelly         |
| 35  | Anglia        | V     | Conor Coady          |
| 36  | Anglia        | V     | Steven Irwin         |
| 38  | Anglia        | V     | John Flanagan        |
| 39  | Anglia        | CS    | Nathan Eccleston     |
| 40  | Spanyolország | V     | Daniel Sánchez Ayala |
| 41  | Dánia         | K     | Martin Hansen        |
| 42  | Magyarország  | K     | Gulácsi Péter        |

| No. |               | Poszt | Játékos         |
| --- | ------------- | ----- | --------------- |
| 43  | Ausztrália    | K     | Dean Bouzanis   |
| 45  | Anglia        | KP    | Thomas Ince     |
| 46  | Anglia        | CS    | David Amoo      |
| 47  | Anglia        | V     | Andre Wisdom    |
| 48  | Argentína     | KP    | Gerardo Bruna   |
| 49  | Anglia        | V     | Jack Robinson   |
| –   | Hollandia     | CS    | Jordy Brouwer   |
| –   | Skócia        | KP    | Alex Cooper     |
| –   | Dánia         | KP    | Nicolaj Køhlert |
| –   | Franciaország | V     | Chris Mavinga   |
| –   | Spanyolország | V     | Emmanuel Mendy  |
| –   | Anglia        | KP    | Michael Roberts |
| –   | Dánia         | CS    | Nikola Sarić    |
| –   | Magyarország  | CS    | Simon András    |

### Akadémia (U18)
2011. január 1. alapján:
|                                                                                       | Játékos                                                                               | Életkor                                                                               | Poszt                                                                                 | Válogatottság                                                                         | Profil                                                                                |
| Másodéves akadémisták (1992. szeptember 1. és 1993. augusztus 31. között születettek) | Másodéves akadémisták (1992. szeptember 1. és 1993. augusztus 31. között születettek) | Másodéves akadémisták (1992. szeptember 1. és 1993. augusztus 31. között születettek) | Másodéves akadémisták (1992. szeptember 1. és 1993. augusztus 31. között születettek) | Másodéves akadémisták (1992. szeptember 1. és 1993. augusztus 31. között születettek) | Másodéves akadémisták (1992. szeptember 1. és 1993. augusztus 31. között születettek) |
| ------------------------------------------------------------------------------------- | ------------------------------------------------------------------------------------- | ------------------------------------------------------------------------------------- | ------------------------------------------------------------------------------------- | ------------------------------------------------------------------------------------- | ------------------------------------------------------------------------------------- |
| Magyarország                                                                          | Adorján Krisztián                                                                     | 1993. január 19. (32 éves)                                                            | CS                                                                                    | U17-es nemzeti válogatott                                                             | Itt                                                                                   |
| Anglia                                                                                | Karl Clair                                                                            | 1992. szeptember 30. (32 éves)                                                        | KP                                                                                    | –                                                                                     | Itt                                                                                   |
| Anglia                                                                                | Conor Coady                                                                           | 1993. február 25. (32 éves)                                                           | V                                                                                     | U18-as nemzeti válogatott                                                             | Itt                                                                                   |
| Izland                                                                                | Kristjan Gauti Emilsson                                                               | 1993. április 26. (31 éves)                                                           | KP                                                                                    | U19-es nemzeti válogatott                                                             | Itt                                                                                   |
| Anglia                                                                                | Matthew McGiveron                                                                     | 1992. szeptember 3. (32 éves)                                                         | V                                                                                     | –                                                                                     | Itt                                                                                   |
| Anglia                                                                                | Michael Ngoo                                                                          | 1992. október 23. (32 éves)                                                           | CS                                                                                    | U19-es nemzeti válogatott                                                             | Itt                                                                                   |
| Anglia                                                                                | Craig Roddan                                                                          | 1993. április 22. (31 éves)                                                           | KP                                                                                    | –                                                                                     | Itt                                                                                   |
| Németország                                                                           | Stephen Sama                                                                          | 1993. március 5. (32 éves)                                                            | V                                                                                     | U17-es nemzeti válogatott                                                             | Itt                                                                                   |
| Anglia                                                                                | Alex Whittle                                                                          | 1993. március 15. (32 éves)                                                           | CS                                                                                    | U16-os nemzeti válogatott                                                             | Itt                                                                                   |
| Első éves akadémisták (1993. szeptember 1. után születettek)                          |                                                                                       |                                                                                       |                                                                                       |                                                                                       |                                                                                       |
| Anglia                                                                                | Peter Aymler                                                                          | 1994. február 12. (31 éves)                                                           | V                                                                                     |                                                                                       | Itt                                                                                   |
| Anglia                                                                                | Tyrell Belford                                                                        | 1994. május 6. (30 éves)                                                              | K                                                                                     |                                                                                       | Itt                                                                                   |
| Magyarország                                                                          | Hajdú Ádám                                                                            | 1993. január 6. (32 éves)                                                             | KP                                                                                    | U17-es nemzeti válogatott                                                             | Itt                                                                                   |
| Anglia                                                                                | Lewis Hatch                                                                           | 1993. szeptember 4. (31 éves)                                                         | KP                                                                                    |                                                                                       | Itt                                                                                   |
| Ausztrália                                                                            | Tom King                                                                              | 1994. július 20. (30 éves)                                                            | V                                                                                     |                                                                                       | Itt                                                                                   |
| Anglia                                                                                | Adam Morgan                                                                           | 1994. április 21. (30 éves)                                                           | CS                                                                                    | U17-es nemzeti válogatott                                                             | Itt                                                                                   |
| Kongó                                                                                 | Henoc John Mukendi                                                                    | 1993. november 20. (31 éves)                                                          | CS                                                                                    |                                                                                       | Itt                                                                                   |
| Magyarország                                                                          | Poór Patrik                                                                           | 1993. november 25. (31 éves)                                                          | V                                                                                     | U17-es nemzeti válogatott                                                             | Itt                                                                                   |
| Írország                                                                              | Joseph Rafferty                                                                       | 1993. október 6. (31 éves)                                                            | V                                                                                     | U18-as nemzeti válogatott                                                             | Itt                                                                                   |
| Anglia                                                                                | Matthew Regan                                                                         | 1994. február 22. (31 éves)                                                           | V                                                                                     | U17-es nemzeti válogatott                                                             | Itt                                                                                   |
| Portugália                                                                            | Toni Brito Silva Sá                                                                   | 1993. szeptember 15. (31 éves)                                                        | KP                                                                                    | U17-es nemzeti válogatott                                                             | Itt                                                                                   |
| Anglia                                                                                | Brad Smith                                                                            | 1994. április 9. (30 éves)                                                            | V                                                                                     |                                                                                       | Itt                                                                                   |
| Anglia                                                                                | Jamie Stephens                                                                        | 1993. augusztus 25. (31 éves)                                                         | K                                                                                     |                                                                                       | Itt                                                                                   |
| Anglia                                                                                | Josh Sumner                                                                           | 1994. január 3. (31 éves)                                                             | KP                                                                                    |                                                                                       | Itt                                                                                   |
| Anglia                                                                                | Tom Walsh                                                                             | 1994. március 23. (30 éves)                                                           | KP                                                                                    |                                                                                       | Itt                                                                                   |

## Igazolások

### Érkezők
| Dátum               | Név                 | Nemzetiség | Poszt       | Honnan              | Ár               |
| ------------------- | ------------------- | ---------- | ----------- | ------------------- | ---------------- |
| 2010. május 10.     | Jonjo Shelvey       | angol      | középpályás | Charlton Athletic   | 1,7 millió font  |
| 2010. július 8.     | Milan Jovanović     | szerb      | csatár      | Standard Liège      | ingyen           |
| 2010. július 21.    | Joe Cole            | angol      | középpályás | Chelsea             | ingyen           |
| 2010. július 21.    | Danny Wilson        | skót       | hátvéd      | Rangers             | 2 millió font    |
| 2010. július 31.    | Fábio Aurélio       | brazil     | balhátvéd   | szabadon igazolható | ingyen           |
| 2010. augusztus 12. | Christian Poulsen   | dán        | középpályás | Juventus FC         | 4,5 millió font  |
| 2010. augusztus 18. | Brad Jones          | ausztrál   | kapus       | Middlesbrough       | 2,3 millió font  |
| 2010. augusztus 28. | Raul Meireles       | portugál   | középpályás | Porto               | 14 millió font   |
| 2010. augusztus 31. | Paul Konchesky      | angol      | hátvéd      | Fulham              |                  |
| 2011. január 31.    | Luis Alberto Suárez | uruguayi   | csatár      | Ajax                | 22,8 millió font |
| 2011. január 31.    | Andy Carroll        | angol      | csatár      | Newcastle United    | 35 millió font   |

### Távozók
| Dátum               | Név               | Nemzetiség | Poszt                | Hova                | Ár                |
| ------------------- | ----------------- | ---------- | -------------------- | ------------------- | ----------------- |
| 2010. július 2.     | Josszi Benajun    | izraeli    | középpályás          | Chelsea             | 5,5 millió font   |
| 2010. július 23.    | Albert Riera      | spanyol    | szélső középpályás   | Olimbiakósz         | 5 millió font     |
| 2010. augusztus 23. | Diego Cavalieri   | brazil     | kapus                | Cesena              | 1,2 millió font   |
| 2010. augusztus 25. | Németh Krisztián  | magyar     | csatár               | Olimbiakósz         | 1,3 millió font   |
| 2010. augusztus 30. | Javier Mascherano | argentin   | védekező középpályás | Barcelona           | 17,25 millió font |
| 2010. augusztus 31. | Lauri Dalla Valle | finn       | csatár               | Fulham              |                   |
| 2010. augusztus 31. | Damien Plessis    | francia    | középpályás          | Panathinaikósz      | ismeretlen        |
| 2011. január 25.    | Ryan Babel        | holland    | támadó               | TSG 1899 Hoffenheim | ismeretlen        |
| 2011. január 31.    | Fernando Torres   | spanyol    | támadó               | Chelsea             | 50 millió font    |

Akadémia
| Név                    | Nemzetiség | Poszt       | Hova              | Ár              |
| ---------------------- | ---------- | ----------- | ----------------- | --------------- |
| Robbie Threlfall       | angol      | hátvéd      | Bradford City     | ingyen          |
| David Martin           | angol      | kapus       | MK Dons           | ingyen          |
| Mikel San José         | spanyol    | hátvéd      | Athletic Club     | 2,6 millió font |
| Chris Oldfield         | ír         | kapus       | ingyen igazolható | ingyen          |
| Francisco Manuel Durán | spanyol    | középpályás | ingyen igazolható | ingyen          |
| Nikolaj Mihajlov       | bolgár     | kapus       | Twente            | ?               |

## Mérkőzések

### Barátságos felkészülési találkozók
| 2010. július 17. 19:00 (CEST) |

| el-Hilál | –                     | Liverpool |
| -------- | --------------------- | --------- |
|          | (törölve) Jegyzőkönyv |           |

| Cashpoint-Arena, Altach (Ausztria) |

| 2010. július 21. 19:30 (CEST) |

| Grasshopper | 0 – 0               | Liverpool |
| ----------- | ------------------- | --------- |
|             | (0 – 0) Jegyzőkönyv |           |

| Stadion Hertiallmend, Zug (Svájc) Nézőszám: 5000 |

| 2010. július 24. 16:15 (CEST) |

| Kaiserslautern | 1 – 0               | Liverpool |
| -------------- | ------------------- | --------- |
| Micanszki 32'  | (1 – 0) Jegyzőkönyv |           |

| Fritz Walter Stadion, Kaiserslautern (Németország) Nézőszám: 22 000 |

| 2010. augusztus 1. 14:30 (CEST) |

| Borussia M'gladbach | 1 – 0               | Liverpool |
| ------------------- | ------------------- | --------- |
| Matmour 8'          | (1 – 0) Jegyzőkönyv |           |

| Borussia-Park, Mönchengladbach (Németország) |

### Premier League
| 2010. augusztus 15. 16:00 (WEST) |

| Liverpool            | 1 – 1               | Arsenal                                  |
| -------------------- | ------------------- | ---------------------------------------- |
| N'Gog 46' Cole 45+1′ | (0 – 0) Jegyzőkönyv | Reina 90' (öngól) Koscielny 90+3′, 90+5′ |

| Anfield, Liverpool (Anglia) Nézőszám: 44 722 Játékvezető: Martin Atkinson |

| 2010. augusztus 23. 20:00 (WEST) |

| Manchester City                    | 3 – 0               | Liverpool |
| ---------------------------------- | ------------------- | --------- |
| Barry 13' Tévez 52' 68' (11-esből) | (1 – 0) Jegyzőkönyv |           |

| City of Manchester Stadion, Manchester (Anglia) Nézőszám: 47 087 Játékvezető: Phil Dowd |

| 2010. augusztus 29. 15:00 (WEST) |

| Liverpool  | 1 – 0               | West Bromwich Albion |
| ---------- | ------------------- | -------------------- |
| Torres 65' | (0 – 0) Jegyzőkönyv | Morrison 86′         |

| Anfield, Liverpool (Anglia) Nézőszám: 41 194 Játékvezető: Lee Probert |

| 2010. szeptember 12. 16:00 (WEST) |

| Birmingham City | 0 – 0               | Liverpool |
| --------------- | ------------------- | --------- |
|                 | (0 – 0) Jegyzőkönyv |           |

| St Andrew's, Birmingham (Anglia) Nézőszám: 27 333 Játékvezető: Mark Halsey |

| 2010. szeptember 19. 13:30 (WEST) |

| Manchester United    | 3 – 2               | Liverpool                  |
| -------------------- | ------------------- | -------------------------- |
| Berbatov 41' 59' 84' | (1 – 0) Jegyzőkönyv | Gerrard 64' (11-esből) 70' |

| Old Trafford, Manchester (Anglia) Nézőszám: 75 213 Játékvezető: Howard Webb |

| 2010. szeptember 25. 15:00 (WEST) |

| Liverpool            | 2 – 2               | Sunderland              |
| -------------------- | ------------------- | ----------------------- |
| Kuijt 5' Gerrard 64' | (1 – 1) Jegyzőkönyv | Bent 25' (11-esből) 47' |

| Anfield, Liverpool (Anglia) Nézőszám: 43 626 Játékvezető: Stuart Attwell |

| 2010. október 3. 15:00 (WEST) |

| Liverpool     | 1 – 2               | Blackpool                      |
| ------------- | ------------------- | ------------------------------ |
| Kirjákosz 53' | (0 – 2) Jegyzőkönyv | Varney 29' (11-esből) Adam 45' |

| Anfield, Liverpool (Anglia) Nézőszám: 43 156 Játékvezető: Mike Jones |

| 2010. október 17. 13:30 (WEST) |

| Everton               | 2 – 0               | Liverpool |
| --------------------- | ------------------- | --------- |
| Cahill 33' Arteta 49' | (1 – 0) Jegyzőkönyv |           |

| Goodison Park, Liverpool (Anglia) Nézőszám: 39 673 Játékvezető: Howard Webb |

| 2010. október 24. 15:00 (WEST) |

| Liverpool                | 2 – 1               | Blackburn             |
| ------------------------ | ------------------- | --------------------- |
| Kirjákosz 47' Torres 53' | (0 – 0) Jegyzőkönyv | Carragher 50' (öngól) |

| Anfield, Liverpool (Anglia) Nézőszám: 43 328 Játékvezető: Phil Dowd |

| 2010. október 31. 16:00 (WET) |

| Bolton Wanderers | 0 – 1               | Liverpool     |
| ---------------- | ------------------- | ------------- |
|                  | (0 – 0) Jegyzőkönyv | Rodríguez 86' |

| Reebok Stadion, Bolton (Anglia) Nézőszám: 25 171 Játékvezető: Martin Atkinson |

| 2010. november 7. 16:00 (WET) |

| Liverpool      | 2 – 0               | Chelsea |
| -------------- | ------------------- | ------- |
| Torres 11' 44' | (2 – 0) Jegyzőkönyv |         |

| Anfield, Liverpool (Anglia) Nézőszám: 44 238 Játékvezető: Howard Webb |

| 2010. november 10. 19:45 (WET) |

| Wigan Athletic | 1 – 1               | Liverpool |
| -------------- | ------------------- | --------- |
| Rodallega 52'  | (0 – 1) Jegyzőkönyv | Torres 7' |

| DW Stadion, Wigan (Anglia) Nézőszám: 16 754 Játékvezető: Peter Walton |

| 2010. november 13. 17:30 (WET) |

| Stoke City           | 2 – 0               | Liverpool |
| -------------------- | ------------------- | --------- |
| Fuller 55' Jones 90' | (0 – 0) Jegyzőkönyv |           |

| Britannia Stadion, Stoke-on-Trent (Anglia) Nézőszám: 27 286 Játékvezető: Mark Halsey |

| 2010. november 20. 17:30 (WET) |

| Liverpool                                      | 3 – 0               | West Ham United |
| ---------------------------------------------- | ------------------- | --------------- |
| Johnson 17' Kuijt 27' (11-esből) Rodríguez 38' | (3 – 0) Jegyzőkönyv |                 |

| Anfield, Liverpool (Anglia) Nézőszám: 43 024 Játékvezető: Lee Probert |

| 2010. november 28. 16:30 (WET) |

| Tottenham Hotspur               | 2 – 1               | Liverpool  |
| ------------------------------- | ------------------- | ---------- |
| Škrtel 65' (öngól) Lennon 90+2' | (0 – 1) Jegyzőkönyv | Škrtel 42' |

| White Hart Lane, London (Anglia) Nézőszám: 35 692 Játékvezető: Martin Atkinson |

| 2010. december 6. 20:00 (WET) |

| Liverpool                         | 3 – 0               | Aston Villa |
| --------------------------------- | ------------------- | ----------- |
| N'Gog 13' Babel 16' Rodríguez 55' | (2 – 0) Jegyzőkönyv |             |

| Anfield, Liverpool (Anglia) Nézőszám: 39 079 Játékvezető: Phil Dowd |

| 2010. december 11. 17:30 (WET) |

| Newcastle United                   | 3 – 1               | Liverpool |
| ---------------------------------- | ------------------- | --------- |
| Nolan 15' Barton 80' Carroll 90+1' | (1 – 0) Jegyzőkönyv | Kuijt 49' |

| St James’ Park, Newcastle-upon-Tyne (Anglia) Nézőszám: 50 137 Játékvezető: Lee Mason |

| 2010. december 29. 20:00 (WET) |

| Liverpool | 0 – 1               | W'hampton Wanderers |
| --------- | ------------------- | ------------------- |
|           | (0 – 0) Jegyzőkönyv | Ward 55'            |

| Anfield, Liverpool (Anglia) Nézőszám: 41 614 Játékvezető: Peter Walton |

| 2011. január 1. 15:00 (WET) |

| Liverpool             | 2 – 1               | Bolton Wanderers |
| --------------------- | ------------------- | ---------------- |
| Torres 49' Cole 90+3' | (0 – 1) Jegyzőkönyv | Davies 43'       |

| Anfield, Liverpool (Anglia) Nézőszám: 35 400 Játékvezető: Kevin Friend |

| 2011. január 5. 20:00 (WET) |

| Blackburn Rovers             | 3 – 1               | Liverpool   |
| ---------------------------- | ------------------- | ----------- |
| Olsson 31' Mwaruwari 37' 56' | (2 – 0) Jegyzőkönyv | Gerrard 80' |

| Ewood Park, Blackburn (Anglia) Nézőszám: 24 522 Játékvezető: Andre Marriner |

| 2011. január 12. 20:00 (WET) |

| Blackpool                        | 2 – 1               | Liverpool |
| -------------------------------- | ------------------- | --------- |
| Taylor-Fletcher 12' Campbell 69' | (1 – 1) Jegyzőkönyv | Torres 3' |

| Bloomfield Road, Blackpool (Anglia) Nézőszám: 16 089 Játékvezető: Michael Oliver |

| 2011. január 16. 14:05 (WET) |

| Liverpool                         | 2 – 2               | Everton                 |
| --------------------------------- | ------------------- | ----------------------- |
| Meireles 28' Kuijt 68' (11-esből) | (1 – 0) Jegyzőkönyv | Distin 46' Beckford 52' |

| Anfield, Liverpool (Anglia) Nézőszám: 44 795 Játékvezető: Phil Dowd |

| 2011. január 22. 12:45 (WET) |

| W'hampton Wanderers | 0 – 3               | Liverpool                     |
| ------------------- | ------------------- | ----------------------------- |
|                     | (0 – 1) Jegyzőkönyv | Torres 36' 90+1' Meireles 50' |

| Molineux Stadion, Wolverhampton (Anglia) Nézőszám: 28 869 Játékvezető: Martin Atkinson |

| 2011. január 26. 20:00 (WET) |

| Liverpool                | 1 – 0               | Fulham |
| ------------------------ | ------------------- | ------ |
| Paintsil 52' (öngól) 69' | (0 – 0) Jegyzőkönyv |        |

| Anfield, Liverpool (Anglia) Nézőszám: 40 466 Játékvezető: Lee Probert |

| 2011. február 2. 20:00 (WET) |

| Liverpool               | 2 – 0               | Stoke City |
| ----------------------- | ------------------- | ---------- |
| Meireles 47' Suárez 79' | (0 – 0) Jegyzőkönyv |            |

| Anfield, Liverpool (Anglia) Nézőszám: 40 254 Játékvezető: Anthony Taylor |

| 2011. február 6. 16:00 (WET) |

| Chelsea | 0 – 1               | Liverpool    |
| ------- | ------------------- | ------------ |
|         | (0 – 0) Jegyzőkönyv | Meireles 69' |

| Stamford Bridge, London (Anglia) Nézőszám: 41 829 Játékvezető: Andre Marriner |

| 2011. február 12. 15:00 (WET) |

| Liverpool    | 1 – 1               | Wigan Athletic |
| ------------ | ------------------- | -------------- |
| Meireles 23' | (1 – 0) Jegyzőkönyv | Gohouri 65'    |

| Anfield, Liverpool (Anglia) Nézőszám: 44 609 Játékvezető: Kevin Friend |

| 2011. február 27. 13:30 (WET) |

| West Ham United                 | 3 – 1               | Liverpool   |
| ------------------------------- | ------------------- | ----------- |
| Parker 22' Ba 45' C. Cole 90+1' | (2 – 0) Jegyzőkönyv | Johnson 84' |

| Boleyn Ground, London (Anglia) Nézőszám: 34 941 Játékvezető: Mark Halsey |

| 2011. március 6. 13:30 (WET) |

| Liverpool         | 3 – 1               | Manchester United |
| ----------------- | ------------------- | ----------------- |
| Kuijt 33' 39' 64' | (2 – 0) Jegyzőkönyv | Hernández 90+2'   |

| Anfield, Liverpool (Anglia) Nézőszám: 44 753 Játékvezető: Phil Dowd |

| 2011. március 20. 13:30 (WET) |

| Sunderland | 0 – 2               | Liverpool                       |
| ---------- | ------------------- | ------------------------------- |
| Mensah 82′ | (0 – 1) Jegyzőkönyv | Kuijt 33' (11-esből) Suárez 76' |

| Stadium of Light, Sunderland (Anglia) Nézőszám: 47 207 Játékvezető: Kevin Friend |

| 2011. április 2. 15:00 (WEST) |

| West Bromwich Albion                | 2 – 1               | Liverpool  |
| ----------------------------------- | ------------------- | ---------- |
| Brunt 62' (11-esből) 88' (11-esből) | (0 – 0) Jegyzőkönyv | Škrtel 50' |

| The Hawthorns, West Bromwich (Anglia) Nézőszám: 26 196 Játékvezető: Martin Atkinson |

| 2011. április 11. 20:00 (WEST) |

| Liverpool                 | 3 – 0               | Manchester City |
| ------------------------- | ------------------- | --------------- |
| Carroll 13' 35' Kuijt 34' | (3 – 0) Jegyzőkönyv |                 |

| Anfield, Liverpool (Anglia) Nézőszám: 44 776 Játékvezető: Mark Halsey |

| 2011. április 17. 16:00 (WEST) |

| Arsenal                     | 1 – 1               | Liverpool               |
| --------------------------- | ------------------- | ----------------------- |
| van Persie 90+8' (11-esből) | (0 – 0) Jegyzőkönyv | Kuijt 90+12' (11-esből) |

| Emirates Stadion, London (Anglia) Nézőszám: 60 029 Játékvezető: Andre Marriner |

| 2011. április 23. 15:00 (WEST) |

| Liverpool                               | 5 – 0               | Birmingham City |
| --------------------------------------- | ------------------- | --------------- |
| Rodríguez 7' 66' 73' Kuijt 23' Cole 86' | (2 – 0) Jegyzőkönyv |                 |

| Anfield, Liverpool (Anglia) Nézőszám: 44 734 Játékvezető: Howard Webb |

| 2011. május 1. 12:00 (WEST) |

| Liverpool                                     | 3 – 0               | Newcastle United |
| --------------------------------------------- | ------------------- | ---------------- |
| Rodríguez 10' Kuijt 59' (11-esből) Suárez 65' | (1 – 0) Jegyzőkönyv |                  |

| Anfield, Liverpool (Anglia) Nézőszám: 44 923 Játékvezető: Peter Walton |

| 2011. május 9. 20:00 (WEST) |

| Fulham                  | 2 – 5               | Liverpool                                |
| ----------------------- | ------------------- | ---------------------------------------- |
| Dembélé 56' Sidwell 85' | (0 – 3) Jegyzőkönyv | Rodríguez 1' 6' 70' Kuijt 15' Suárez 75' |

| Craven Cottage, London (Anglia) Nézőszám: 25 693 Játékvezető: Lee Mason |

| 2011. május 15. 16:00 (WEST) |

| Liverpool | 0 – 2               | Tottenham Hotspur                      |
| --------- | ------------------- | -------------------------------------- |
|           | (0 – 1) Jegyzőkönyv | van der Vaart 9' Modrić 56' (11-esből) |

| Anfield, Liverpool (Anglia) Nézőszám: 44 893 Játékvezető: Howard Webb |

| 2011. május 22. 16:00 (WEST) |

| Aston Villa | 1 – 0               | Liverpool |
| ----------- | ------------------- | --------- |
| Downing 33' | (1 – 0) Jegyzőkönyv |           |

| Villa Park, Birmingham (Anglia) Nézőszám: 42 785 Játékvezető: Lee Probert |

### FA-kupa
| 2011. január 9. 13:30 (WET) |

| Manchester United   | 1 – 0   | Liverpool   |
| ------------------- | ------- | ----------- |
| Giggs 2' (11-esből) | (1 – 0) | Gerrard 32′ |

| Old Trafford, Manchester Játékvezető: Howard Webb |

### Ligakupa
| 2010. szeptember 22. 20:00 (WEST) |

| Liverpool                     | 2 – 2                 | Northampton Town                   |
| ----------------------------- | --------------------- | ---------------------------------- |
| Jovanović 9' N'Gog 116'       | (1 – 0, 1 – 1, 2 – 2) | McKay 56' Jacobs 99'               |
| Büntetőpárbaj                 |                       |                                    |
| N'Gog Shelvey Agger Eccleston | 2 – 4                 | Guinan Thornton Davis Jacobs Osman |

| Anfield, Liverpool (Anglia) Nézőszám: 22 577 |

### Európa-liga
| 2010. július 29. 20:45 (CEST) |

| Rabotnicski | 0 – 2               | Liverpool     |
| ----------- | ------------------- | ------------- |
|             | (0 – 1) Jegyzőkönyv | N'Gog 17' 58' |

| II. Philipposz Nemzeti Stadion, Szkopje (Macedónia) Játékvezető: Antonio Damato (ITA) |

| 2010. augusztus 5. 19:45 (WEST) |

| Liverpool                        | 2 – 0               | Rabotnicski |
| -------------------------------- | ------------------- | ----------- |
| N'Gog 22' Gerrard 40' (11-esből) | (2 – 0) Jegyzőkönyv |             |

| Anfield, Liverpool (Anglia) Nézőszám: 31 202 Játékvezető: Peter Sippel (GER) |

| 2010. augusztus 19. 19:45 (WEST) |

| Liverpool   | 1 – 0               | Trabzonspor |
| ----------- | ------------------- | ----------- |
| Babel 45+1' | (1 – 0) Jegyzőkönyv |             |

| Anfield, Liverpool (Anglia) Nézőszám: 40 941 Játékvezető: Thomas Einwaller (AUT) |

| 2010. augusztus 26. 20:30 (EEST) |

| Trabzonspor  | 1 – 2               | Liverpool                   |
| ------------ | ------------------- | --------------------------- |
| Gutiérrez 4' | (1 – 0) Jegyzőkönyv | Giray 82' (öngól) Kuijt 88' |

| Hüseyin Avni Aker Stadion, Trabzon (Törökország) Játékvezető: Ivan Bebek (CRO) |

| 2010. szeptember 16. 20:05 (WEST) |

| Liverpool                                    | 4 – 1               | Steaua București |
| -------------------------------------------- | ------------------- | ---------------- |
| Cole 1' N'Gog 55' (11-esből) 90+1' Lucas 81' | (1 – 1) Jegyzőkönyv | Tănase 13'       |

| Anfield, Liverpool (Anglia) Nézőszám: 25 605 Játékvezető: César Muñiz Fernández (ESP) |

| 2010. szeptember 30. 19:00 (CEST) |

| Utrecht | 0 – 0               | Liverpool |
| ------- | ------------------- | --------- |
|         | (0 – 0) Jegyzőkönyv |           |

| Stadion Galgenwaard, Utrecht (Hollandia) Nézőszám: 25 000 Játékvezető: Duarte Gomes (POR) |

| 2010. október 21. 19:00 (CEST) |

| Napoli | 0 – 0               | Liverpool |
| ------ | ------------------- | --------- |
|        | (0 – 0) Jegyzőkönyv |           |

| San Paolo stadion, Nápoly (Olaszország) Játékvezető: Thorsten Kinhöfer (GER) |

| 2010. november 4. 20:05 (WET) |

| Liverpool                      | 3 – 1               | Napoli      |
| ------------------------------ | ------------------- | ----------- |
| Gerrard 75' 88' (11-esből) 89' | (0 – 1) Jegyzőkönyv | Lavezzi 28' |

| Anfield, Liverpool (Anglia) Nézőszám: 33 895 Játékvezető: Fredy Fautrel (FRA) |

| 2010. december 2. 20:00 (EET) |

| Steaua București | 1 – 1               | Liverpool     |
| ---------------- | ------------------- | ------------- |
| Éder Bonfim 61'  | (0 – 1) Jegyzőkönyv | Jovanović 19' |

| Ghencea Stadion, Bukarest (Románia) Játékvezető: Bülent Yıldırım (TUR) |

| 2010. december 15. 20:05 (WET) |

| Liverpool | 0 – 0               | Utrecht |
| --------- | ------------------- | ------- |
|           | (0 – 0) Jegyzőkönyv |         |

| Anfield, Liverpool (Anglia) Nézőszám: 37 800 Játékvezető: Kristinn Jakobsson (ISL) |

| Csapat           | M | Gy | D | V | G+ | G– | Gk | P  |
| ---------------- | - | -- | - | - | -- | -- | -- | -- |
| Liverpool        | 6 | 2  | 4 | 0 | 8  | 3  | +5 | 10 |
| SSC Napoli       | 6 | 1  | 4 | 1 | 8  | 9  | –1 | 7  |
| Steaua București | 6 | 1  | 3 | 2 | 8  | 10 | –2 | 6  |
| FC Utrecht       | 6 | 0  | 5 | 1 | 5  | 7  | –2 | 5  |

|                  | LIV | BUC | NAP | UTR |
| ---------------- | --- | --- | --- | --- |
| Liverpool        |     | 4–1 | 3–1 | 0–0 |
| Steaua București | 1–1 |     | 3–3 | 3–1 |
| SSC Napoli       | 0–0 | 1–0 |     | 0–0 |
| FC Utrecht       | 0–0 | 0–0 | 3–3 |     |

| Csapat           | M | Gy | D | V | G+ | G– | Gk | P  |
| ---------------- | - | -- | - | - | -- | -- | -- | -- |
| Liverpool        | 6 | 2  | 4 | 0 | 8  | 3  | +5 | 10 |
| SSC Napoli       | 6 | 1  | 4 | 1 | 8  | 9  | –1 | 7  |
| Steaua București | 6 | 1  | 3 | 2 | 8  | 10 | –2 | 6  |
| FC Utrecht       | 6 | 0  | 5 | 1 | 5  | 7  | –2 | 5  |

|                  | LIV | BUC | NAP | UTR |
| ---------------- | --- | --- | --- | --- |
| Liverpool        |     | 4–1 | 3–1 | 0–0 |
| Steaua București | 1–1 |     | 3–3 | 3–1 |
| SSC Napoli       | 0–0 | 1–0 |     | 0–0 |
| FC Utrecht       | 0–0 | 0–0 | 3–3 |     |

| 2011. február 17. 20:05 (CET) |

| Sparta Praha | 0 – 0               | Liverpool |
| ------------ | ------------------- | --------- |
|              | (0 – 0) Jegyzőkönyv |           |

| Generali Arena, Prága (Csehország) Nézőszám: 17 569 Játékvezető: Florian Meyer (GER) |

| 2011. február 24. 20:05 (WET) |

| Liverpool | 1 – 0               | Sparta Praha |
| --------- | ------------------- | ------------ |
| Kuijt 86' | (0 – 0) Jegyzőkönyv |              |

| Anfield, Liverpool (Anglia) Nézőszám: 42 949 Játékvezető: Milorad Mažić (SRB) |

| 2011. március 10. 18:00 (WET) |

| Braga               | 1 – 0               | Liverpool |
| ------------------- | ------------------- | --------- |
| Alan 18' (11-esből) | (1 – 0) Jegyzőkönyv |           |

| AXA Stadion, Braga (Portugália) Nézőszám: 12 991 Játékvezető: Serge Gumienny (BEL) |

| 2011. március 17. 20:05 (WET) |

| Liverpool | 0 – 0               | Braga |
| --------- | ------------------- | ----- |
|           | (0 – 0) Jegyzőkönyv |       |

| Anfield, Liverpool (Anglia) Nézőszám: 37 494 Játékvezető: Gianluca Rocchi (ITA) |

## Statisztikák
Utolsó elszámolt mérkőzés dátuma: 2011. május 22.

### Kezdő tizenegy
Csak a tétmérkőzések statisztikái alapján:
| #  | N.            | P. | Játékos           | Kezdő | Egyéb kezdőjátékosok                                                                  |
| -- | ------------- | -- | ----------------- | ----- | ------------------------------------------------------------------------------------- |
| 25 | Spanyolország | K  | José Manuel Reina | 50    | Brad Jones: 2 Diego Cavalieri: 2                                                      |
| 2  | Anglia        | V  | Glen Johnson      | 35    | Paul Konchesky: 18 Fábio Aurélio: 13 Jack Robinson: 1                                 |
| 37 | Szlovákia     | V  | Martin Škrtel     | 46    | Daniel Agger: 17 Danny Wilson: 7                                                      |
| 23 | Anglia        | V  | Jamie Carragher   | 37    | Szotíriosz Kirjákosz: 20                                                              |
| 34 | Anglia        | V  | Martin Kelly      | 22    | Jon Flanagan: 7                                                                       |
| 17 | Argentína     | KP | Maxi Rodríguez    | 29    | Joe Cole: 19 Milan Jovanović: 13                                                      |
| 8  | Anglia        | KP | Steven Gerrard    | 22    | Jay Spearing: 16                                                                      |
| 21 | Brazília      | KP | Lucas Leiva       | 43    | Christian Poulsen: 18 Javier Mascherano: 1                                            |
| 18 | Hollandia     | CS | Dirk Kuijt        | 39    | Ryan Babel: 7 David Amoo: 1                                                           |
| 4  | Portugália    | KP | Raul Meireles     | 40    | Jonjo Shelvey: 4 Alberto Aquilani: 1                                                  |
| 9  | Spanyolország | CS | Fernando Torres   | 24    | David N'Gog: 18 Luis Suárez: 12 Andy Carroll: 6 Daniel Pacheco: 3 Nathan Eccleston: 1 |

### Pályára lépések
A szezon 54 tétmérkőzésén összesen 37 játékos lépett pályára a Liverpool színeiben.
| #  | Nemz.         | Poszt | Játékos              | PL | FA-kupa | Ligakupa | EL | Összesen |
| -- | ------------- | ----- | -------------------- | -- | ------- | -------- | -- | -------- |
| 25 | Spanyolország | K     | José Manuel Reina    | 38 | 1       | 0        | 11 | 50       |
| 37 | Szlovákia     | V     | Martin Škrtel        | 38 | 1       | 0        | 10 | 49       |
| 21 | Brazília      | KP    | Lucas Leiva          | 33 | 1       | 1        | 12 | 47       |
| 4  | Portugália    | KP    | Raul Meireles        | 33 | 1       | 0        | 7  | 41       |
| 18 | Hollandia     | KP    | Dirk Kuijt           | 33 | 1       | 0        | 7  | 41       |
| 23 | Anglia        | V     | Jamie Carragher      | 28 | 0       | 0        | 10 | 38       |
| 24 | Franciaország | CS    | David N'Gog          | 25 | 1       | 1        | 11 | 38       |
| 17 | Argentína     | KP    | Maxi Rodríguez       | 28 | 1       | 0        | 6  | 35       |
| 2  | Anglia        | V     | Glen Johnson         | 28 | 0       | 0        | 7  | 35       |
| 10 | Anglia        | KP    | Joe Cole             | 20 | 0       | 0        | 12 | 32       |
| 16 | Görögország   | V     | Szotíriosz Kirjákosz | 16 | 0       | 1        | 11 | 28       |
| 9  | Spanyolország | CS    | Fernando Torres      | 23 | 1       | 0        | 2  | 26       |
| 8  | Anglia        | KP    | Steven Gerrard       | 21 | 1       | 0        | 2  | 24       |
| 34 | Anglia        | V     | Martin Kelly         | 11 | 1       | 1        | 10 | 23       |
| 5  | Dánia         | V     | Daniel Agger         | 16 | 1       | 1        | 3  | 21       |
| 33 | Anglia        | KP    | Jonjo Shelvey        | 15 | 1       | 1        | 4  | 21       |
| 6  | Brazília      | V     | Fábio Aurélio        | 14 | 1       | 0        | 6  | 21       |
| 26 | Anglia        | KP    | Jay Spearing         | 11 | 0       | 1        | 8  | 20       |
| 28 | Dánia         | KP    | Christian Poulsen    | 11 | 0       | 0        | 9  | 20       |
| 3  | Anglia        | V     | Paul Konchesky       | 15 | 0       | 0        | 3  | 18       |
| 14 | Szerbia       | CS    | Milan Jovanović      | 10 | 0       | 1        | 7  | 18       |
| 19 | Hollandia     | KP    | Ryan Babel           | 9  | 1       | 1        | 6  | 17       |
| 7  | Uruguay       | CS    | Luis Suárez          | 13 | 0       | 0        | 0  | 13       |
| 9  | Anglia        | CS    | Andy Carroll         | 7  | 0       | 0        | 2  | 9        |
| 22 | Skócia        | V     | Danny Wilson         | 2  | 0       | 1        | 6  | 9        |
| 38 | Anglia        | V     | Jon Flanagan         | 7  | 0       | 0        | 0  | 7        |
| 39 | Anglia        | CS    | Nathan Eccleston     | 1  | 0       | 1        | 5  | 7        |
| 12 | Spanyolország | CS    | Daniel Pacheco       | 1  | 0       | 1        | 5  | 7        |
| 49 | Anglia        | V     | Jack Robinson        | 2  | 0       | 0        | 0  | 2        |
| 1  | Ausztrália    | K     | Brad Jones           | 0  | 0       | 1        | 1  | 2        |
| 4  | Olaszország   | KP    | Alberto Aquilani     | 0  | 0       | 0        | 2  | 2        |
| 1  | Brazília      | K     | Diego Cavalieri      | 0  | 0       | 0        | 2  | 2        |
| 20 | Argentína     | KP    | Javier Mascherano    | 1  | 0       | 0        | 0  | 1        |
| 45 | Anglia        | KP    | Thomas Ince          | 0  | 0       | 1        | 0  | 1        |
| 46 | Anglia        | CS    | David Amoo           | 0  | 0       | 0        | 1  | 1        |
| 38 | Finnország    | CS    | Lauri Dalla Valle    | 0  | 0       | 0        | 1  | 1        |
| 32 | Anglia        | V     | Stephen Darby        | 0  | 0       | 0        | 1  | 1        |

### Gólok
A szezon 54 tétmérkőzésén 15 játékos összesen 75 gólt szerzett.
| #  | Nemz.         | Poszt | Játékos              | PL | FA-kupa | Ligakupa | EL | Összesen |
| -- | ------------- | ----- | -------------------- | -- | ------- | -------- | -- | -------- |
| 18 | Hollandia     | KP    | Dirk Kuijt           | 13 | 0       | 0        | 2  | 15       |
| 17 | Argentína     | KP    | Maxi Rodríguez       | 10 | 0       | 0        | 0  | 10       |
| 9  | Spanyolország | CS    | Fernando Torres      | 9  | 0       | 0        | 0  | 9        |
| 8  | Anglia        | KP    | Steven Gerrard       | 4  | 0       | 0        | 4  | 8        |
| 24 | Franciaország | CS    | David N'Gog          | 2  | 0       | 1        | 5  | 8        |
| 4  | Portugália    | KP    | Raul Meireles        | 5  | 0       | 0        | 0  | 5        |
| 7  | Uruguay       | CS    | Luis Suárez          | 4  | 0       | 0        | 0  | 4        |
| 10 | Anglia        | KP    | Joe Cole             | 2  | 0       | 0        | 1  | 3        |
| 9  | Anglia        | CS    | Andy Carroll         | 2  | 0       | 0        | 0  | 2        |
| 16 | Görögország   | V     | Szotíriosz Kirjákosz | 2  | 0       | 0        | 0  | 2        |
| 2  | Anglia        | V     | Glen Johnson         | 2  | 0       | 0        | 0  | 2        |
| 37 | Szlovákia     | V     | Martin Škrtel        | 2  | 0       | 0        | 0  | 2        |
| 19 | Hollandia     | KP    | Ryan Babel           | 1  | 0       | 0        | 1  | 2        |
| 14 | Szerbia       | CS    | Milan Jovanović      | 0  | 0       | 1        | 1  | 2        |
| 21 | Brazília      | KP    | Lucas Leiva          | 0  | 0       | 0        | 1  | 1        |

### Lapok
A szezon 54 tétmérkőzésén 25 játékos összesen 76 lapot kapott.
| #  | Nemz.         | Poszt | Játékos              | PL        | PL                                   | PL        | FA-kupa   | FA-kupa                              | FA-kupa   | Ligakupa  | Ligakupa                             | Ligakupa  | EL        | EL                                   | EL        | Összesen  | Összesen                             | Összesen  |
| #  | Nemz.         | Poszt | Játékos              | Sárga lap | sárga lap · 2. sárga lap · kiállítva | kiállítva | Sárga lap | sárga lap · 2. sárga lap · kiállítva | kiállítva | Sárga lap | sárga lap · 2. sárga lap · kiállítva | kiállítva | Sárga lap | sárga lap · 2. sárga lap · kiállítva | kiállítva | Sárga lap | sárga lap · 2. sárga lap · kiállítva | kiállítva |
| -- | ------------- | ----- | -------------------- | --------- | ------------------------------------ | --------- | --------- | ------------------------------------ | --------- | --------- | ------------------------------------ | --------- | --------- | ------------------------------------ | --------- | --------- | ------------------------------------ | --------- |
| 21 | Brazília      | KP    | Lucas Leiva          | 6         | 1                                    | 0         | 0         | 0                                    | 0         | 0         | 0                                    | 0         | 2         | 0                                    | 0         | 8         | 1                                    | 0         |
| 37 | Szlovákia     | V     | Martin Škrtel        | 8         | 0                                    | 0         | 0         | 0                                    | 0         | 0         | 0                                    | 0         | 2         | 0                                    | 0         | 10        | 0                                    | 0         |
| 8  | Anglia        | KP    | Steven Gerrard       | 2         | 0                                    | 0         | 0         | 0                                    | 1         | 0         | 0                                    | 0         | 0         | 0                                    | 0         | 2         | 0                                    | 1         |
| 10 | Anglia        | KP    | Joe Cole             | 1         | 0                                    | 1         | 0         | 0                                    | 0         | 0         | 0                                    | 0         | 1         | 0                                    | 0         | 2         | 0                                    | 1         |
| 4  | Portugália    | KP    | Raul Meireles        | 5         | 0                                    | 0         | 0         | 0                                    | 0         | 0         | 0                                    | 0         | 2         | 0                                    | 0         | 7         | 0                                    | 0         |
| 9  | Spanyolország | CS    | Fernando Torres      | 6         | 0                                    | 0         | 0         | 0                                    | 0         | 0         | 0                                    | 0         | 0         | 0                                    | 0         | 6         | 0                                    | 0         |
| 2  | Anglia        | V     | Glen Johnson         | 4         | 0                                    | 0         | 0         | 0                                    | 0         | 0         | 0                                    | 0         | 1         | 0                                    | 0         | 5         | 0                                    | 0         |
| 23 | Anglia        | V     | Jamie Carragher      | 4         | 0                                    | 0         | 0         | 0                                    | 0         | 0         | 0                                    | 0         | 1         | 0                                    | 0         | 5         | 0                                    | 0         |
| 25 | Spanyolország | K     | José Manuel Reina    | 4         | 0                                    | 0         | 0         | 0                                    | 0         | 0         | 0                                    | 0         | 0         | 0                                    | 0         | 4         | 0                                    | 0         |
| 38 | Anglia        | V     | Jon Flanagan         | 3         | 0                                    | 0         | 0         | 0                                    | 0         | 0         | 0                                    | 0         | 0         | 0                                    | 0         | 3         | 0                                    | 0         |
| 28 | Dánia         | KP    | Christian Poulsen    | 1         | 0                                    | 0         | 0         | 0                                    | 0         | 0         | 0                                    | 0         | 2         | 0                                    | 0         | 3         | 0                                    | 0         |
| 34 | Anglia        | V     | Martin Kelly         | 1         | 0                                    | 0         | 0         | 0                                    | 0         | 0         | 0                                    | 0         | 2         | 0                                    | 0         | 3         | 0                                    | 0         |
| 17 | Argentína     | KP    | Maxi Rodríguez       | 2         | 0                                    | 0         | 0         | 0                                    | 0         | 0         | 0                                    | 0         | 1         | 0                                    | 0         | 3         | 0                                    | 0         |
| 18 | Hollandia     | KP    | Dirk Kuijt           | 3         | 0                                    | 0         | 0         | 0                                    | 0         | 0         | 0                                    | 0         | 0         | 0                                    | 0         | 3         | 0                                    | 0         |
| 3  | Anglia        | V     | Paul Konchesky       | 2         | 0                                    | 0         | 0         | 0                                    | 0         | 0         | 0                                    | 0         | 0         | 0                                    | 0         | 2         | 0                                    | 0         |
| 24 | Franciaország | CS    | David N'Gog          | 1         | 0                                    | 0         | 0         | 0                                    | 0         | 0         | 0                                    | 0         | 1         | 0                                    | 0         | 2         | 0                                    | 0         |
| 16 | Görögország   | V     | Szotíriosz Kirjákosz | 1         | 0                                    | 0         | 0         | 0                                    | 0         | 0         | 0                                    | 0         | 1         | 0                                    | 0         | 2         | 0                                    | 0         |
| 9  | Anglia        | CS    | Andy Carroll         | 1         | 0                                    | 0         | 0         | 0                                    | 0         | 0         | 0                                    | 0         | 1         | 0                                    | 0         | 2         | 0                                    | 0         |
| 6  | Brazília      | V     | Fábio Aurélio        | 2         | 0                                    | 0         | 0         | 0                                    | 0         | 0         | 0                                    | 0         | 0         | 0                                    | 0         | 2         | 0                                    | 0         |
| 7  | Uruguay       | CS    | Luis Suárez          | 2         | 0                                    | 0         | 0         | 0                                    | 0         | 0         | 0                                    | 0         | 0         | 0                                    | 0         | 2         | 0                                    | 0         |
| 49 | Anglia        | V     | Jack Robinson        | 1         | 0                                    | 0         | 0         | 0                                    | 0         | 0         | 0                                    | 0         | 0         | 0                                    | 0         | 1         | 0                                    | 0         |
| 33 | Anglia        | KP    | Jonjo Shelvey        | 1         | 0                                    | 0         | 0         | 0                                    | 0         | 0         | 0                                    | 0         | 0         | 0                                    | 0         | 1         | 0                                    | 0         |
| 39 | Anglia        | CS    | Nathan Eccleston     | 0         | 0                                    | 0         | 0         | 0                                    | 0         | 0         | 0                                    | 0         | 1         | 0                                    | 0         | 1         | 0                                    | 0         |
| 22 | Skócia        | V     | Danny Wilson         | 1         | 0                                    | 0         | 0         | 0                                    | 0         | 0         | 0                                    | 0         | 0         | 0                                    | 0         | 1         | 0                                    | 0         |
| 14 | Szerbia       | CS    | Milan Jovanović      | 1         | 0                                    | 0         | 0         | 0                                    | 0         | 0         | 0                                    | 0         | 0         | 0                                    | 0         | 1         | 0                                    | 0         |

## Díjak
A "Vörösök" új főszponzora, a Standard Chartered a szezon minden hónapjában kiosztotta a szurkolók a csapat honlapján tett szavazatai alapján a hónap játékosának  (Standard Chartered LFC Player of the Month) járó díjat (trófea és üveg pezsgő). A 2010–11-es idényben még májusban is adtak ilyen díjat. A szezon végi felmérés alapján  az egész éves teljesítmény szerint dönthetnek a szurkolók és ítélik oda a szezon játékosának (Standard Chartered LFC Player of the Season) járó elismerést.
| Hónap            | 2010. augusztus | 2010. szeptember | 2010. október     | 2010. november    |
| ---------------- | --------------- | ---------------- | ----------------- | ----------------- |
| A hónap játékosa | N'Gog (35%)     | Gerrard (63%)    | Kirjákosz (61%)   | Meireles (34%)    |
| Hónap            | 2010. december  | 2011. január     | 2011. február     | 2011. március     |
| A hónap játékosa | Reina (34%)     | Meireles (63%)   | Kelly (37%)       | Suárez (79%)      |
| Hónap            | 2011. április   | 2011. május      | A szezon játékosa | A szezon játékosa |
| A hónap játékosa | Kuijt (45%)     | Suárez (35%)     | Lucas Leiva (40%) | Lucas Leiva (40%) |